# Kevin Rudd
Kevin Michael Rudd (ur. 21 września 1957 w Nambour) – australijski polityk, od 1998 do 2013 deputowany do Izby Reprezentantów, lider Australijskiej Partii Pracy (ALP) w latach 2006–2010 i ponownie od czerwca do września 2013, dwukrotny premier Australii: od 3 grudnia 2007 do 24 czerwca 2010 oraz od 27 czerwca do 18 września 2013. Od 14 września 2010 do 22 lutego 2012 minister spraw zagranicznych w drugim gabinecie Julii Gillard.

## Młodość i edukacja
Kevin Rudd urodził się w Nambour, w Queensland. Dorastał na farmie. Gdy miał 11 lat zmarł mu ojciec. Po śmierci ojca opuścił farmę wraz z matką, będąc w trudnej sytuacji finansowej. Kształcił się w Eumundi Primary School, Marist College Ashgrove, a następnie Nambour State High School. Do Australijskiej Partii Pracy wstąpił w 1972, w wieku 15 lat. Studiował nauki humanistyczne na Australian National University w Canberze, który ukończył w 1981. Specjalizował się w kulturze i językach chińskich, mówi płynnie w języku mandaryńskim.
W 1981 poślubił Thérèsę Rein, którą poznał w Chrześcijańskim Ruchu Australijskich Studentów w czasie studiów. Mają troje dzieci: Jessicę, Nicholasa i Marcusa.

## Początki kariery politycznej
W 1981 dołączył do australijskiej służby dyplomatycznej.Przebywał na placówkach dyplomatycznych w Sztokholmie i w Pekinie. Do kraju powrócił w 1988. Do 1993 zajmował stanowisko szefa gabinetu lidera Partii Pracy w Queensland, Wayne’a Gossa. Gdy w 1989 Gosse został premierem Queensland, Rudd zachował stanowisko szefa jego gabinetu, aż do 1995. W 1995 został doradcą ds. rynku chińskiego australijskiego oddziału międzynarodowej firmy KPMG.
W 1996 bez powodzenia ubiegał się o mandat deputowanego w okręgu Griffith w Brisbane. Dopiero dwa lata później dostał się do Izby Reprezentantów z tego okręgu. W wyborach w 2001, 2004 oraz w 2007 odnawiał mandat deputowanego.
W listopadzie 2001 wszedł w skład gabinetu cieni Partii Pracy. Objął w nim początkowo funkcję ministra spraw zagranicznych (listopad 2001-grudzień 2003), a następnie ministra spraw zagranicznych i bezpieczeństwa międzynarodowego (grudzień 2003-czerwiec 2005) oraz ministra spraw zagranicznych i.handlu (czerwiec 2005-grudzień 2006). W czasie wyborów nowego przewodniczącego Partii Pracy w 2003, był wymieniany jako jeden z możliwych kandydatów. Nie zdecydował się jednak na start i nowym liderem partii został Mark Latham. Latham zrezygnował z przywództwa partii w styczniu 2005. Rudd w tym czasie przebywał z wizytą w Indonezji i odmówił wypowiedzi na temat ewentualnego startu w wyborach nowego lidera. Po powrocie zadeklarował jednak, iż nie weźmie udziału w elekcji. Nowym liderem został wybrany wkrótce Kim Beazley.

## Lider opozycji

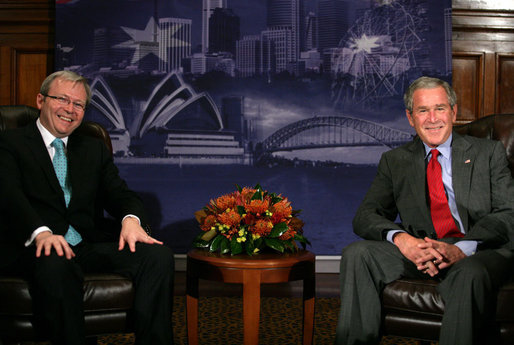
Kevin Rudd z prezydentem USA George’em Bushem, 2007

W grudniu 2006 ogłosił zamiar ubiegania się o przywództwo partii na najbliższym kongresie Partii Pracy. 4 grudnia 2006, stosunkiem głosów 49 do 39, został wybrany nowym liderem Australijskiej Partii Pracy, zastępując na stanowisku Kima Beazleya. Zapowiedział nowy styl przywództwa, zbudowanie alternatywy wobec rządzącej prawicowej koalicji w sprawach gospodarczych, wojny w Iraku, zmian klimatycznych, federalizmu krajowego i w sprawach społecznych.
14 października 2007 premier John Howard wyznaczył termin wyborów federalnych na 24 listopada 2007. W czasie kampanii opozycyjna ALP pozostawała liderem sondaży wyborczych. Rudd jako kandydat do urzędu premiera zapowiedział, iż w przypadku wygranej wycofa wojska australijskie z Iraku oraz ratyfikuje Protokół z Kioto. Zdaniem wyborców w telewizyjnej debacie z premierem Howardem 21 października 2007 Rudd pokonał swego konkurenta.

## Premier po raz pierwszy

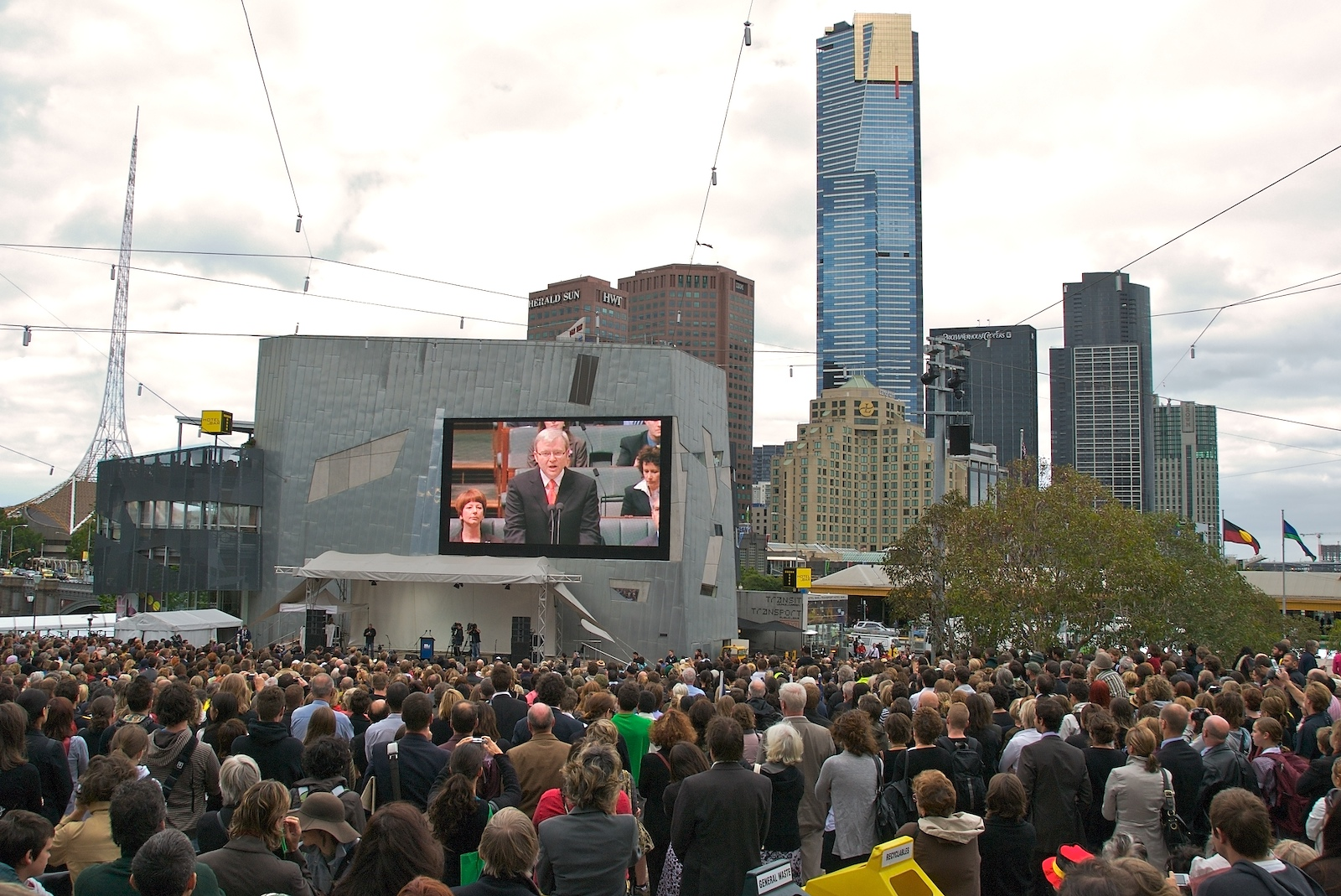
Premier Rudd na telebimie w Melbourne, przepraszający za prześladowania Aborygenów, 2008

W wyborach parlamentarnych z 24 listopada 2007 Partia Pracy zdobyła 83 miejsca w 150-osobowej Izbie Reprezentantów. Krótko przed północą 24 listopada 2007 premier John Howard przyznał się do wyborczej porażki i pogratulował przyszłemu następcy. 29 listopada Howard przekazał Ruddowi klucze do oficjalnej rezydencji premiera Australii, mieszczącej się w Canberze. 3 grudnia 2007 Kevin Rudd został zaprzysiężony na stanowisku nowego szefa rządu. Jego pierwszą urzędową decyzja była ratyfikacja protokołu z Kyoto.
13 lutego 2008 premier Rudd wygłosił w parlamencie przemówienie, w którym przeprosił Aborygenów za dyskryminację i prześladowania, a zwłaszcza stosowanie przez rząd polityki skradzionego pokolenia. W lipcu 2009, zakończył 6-letnią obecność australijskich sił zbrojnych w Iraku.
Na początku 2010 premier Rudd cieszył się wysokim poparciem opinii publicznej. Jednak w ciągu kilku kolejnych miesięcy zaufanie społeczne dla niego i jego gabinetu zaczęło spadać. Jedną z przyczyn było odłożenie do 2011 zapowiadanego w czasie kampanii programu ochrony środowiska Emissions Trading Scheme, określającego dopuszczalne limity emisji dwutlenku węgla do atmosfery. Inną społecznie wrażliwą kwestią był forsowany przez rząd plan nałożenia dodatkowych podatków na sektor górniczy, który zdaniem krytyków doprowadziłby tę branżę do kryzysu i spowodowałby likwidację miejsc pracy. W sytuacji spadającego poparcia społecznego i w obliczu planowanych na jesień nowych wyborów parlamentarnych, w Partii Pracy zaczęły pojawiać się głosy kwestionujące przywództwo Rudda i szanse ponownego zwycięstwa ALP. W czerwcu 2010 wicepremier Julia Gillard stwierdziła, że byłaby gotowa ubiegać się przywództwo w ALP. Wobec jej słów premier Rudd, licząc na własny sukces, 23 czerwca 2010 podjął decyzję o organizacji następnego dnia głosowania w sprawie wyboru nowego lidera laburzystów.
24 czerwca 2010 nieoczekiwanie ogłosił jednak rezygnację ze stanowiska szefa partii i rządu po tym, jak okazało się, że może nie być w stanie uzyskać wystarczającego poparcia w szeregach Partii Pracy. Jeszcze tego samego dnia nowym liderem ALP i nowym szefem rządu została Julia Gillard.

## Minister spraw zagranicznych
Wkrótce po swojej dymisji Kevin Rudd i jego zwolennicy uzyskali zapewnienie, iż jeśli ALP utrzyma władzę po najbliższych wyborach parlamentarnych (które odbyły się 21 sierpnia 2010), zostanie on zaproszony do rządu swojej następczyni. Tak też się stało i 14 września 2010 Rudd objął urząd ministra spraw zagranicznych Australii. 22 lutego 2012 został zastąpiony na tym stanowisku przez dotychczasowego szefa resortu handlu Craiga Emersona.

## Premier po raz drugi
26 czerwca 2013 w wewnętrznym głosowaniu deputowanych rządzącej Partii Pracy pokonał panią premier Julię Gilard, która zapowiedziała, że w razie niekorzystnego wyniku zrezygnuje z urzędu. W związku z tym 27 czerwca 2013 Kevin Rudd został zaprzysiężony na stanowisko szefa rządu. Był pierwszym australijskim politykiem od czasów Roberta Menziesa, który powrócił na urząd premiera po okresie pozostawania poza rządem. Według komentatorów roszada w Partii Pracy miała zwiększyć szanse partii na pozostanie u władzy po wyborach parlamentarnych, wyznaczonych pierwotnie na 14 września 2013, a potem przeniesionych na 7 września. Ostatecznie zmiana lidera nie pomogła ALP. Partia poniosła w wyborach całkowitą klęskę, a nowym premierem 18 września 2013 dostał dotychczasowy lider opozycji Tony Abbott. Ponad dwa miesiące później, 22 listopada 2013 zrezygnował z miejsca w Izbie Reprezentantów i ogłosił wycofanie się z życia politycznego.